# Michael Pfeuti
Michael «Michi» Pfeuti (* 11. November 1959 in Basel; † 19. Juli 2022) war ein Schweizer Kontrabassist (Jazz und Klassische Musik).

## Biografie
Pfeuti wuchs in Münchenstein (nahe Basel) auf und begann mit 11 Jahren, Bassgitarre zu spielen. Einer Erstausbildung zum Mechaniker folgte eine Latein-Matura an den privaten Minerva-Schulen in Basel; danach zog Pfeuti einem ETH-Studium die Musikhochschule vor und schloss mit dem Konzertdiplom als klassischer Kontrabassist ab. Er spielte eine Saison beim Sinfonieorchester Basel, unterrichtete an der Musik-Akademie der Stadt Basel und spielte Live-Gigs in verschiedenen Bands. Über ein Stipendium der Sandoz zog Pfeuti in die Cité des Arts nach Paris, kehrte aber bald nach Basel zurück. Ein weiterer Jahresaufenthalt führte ihn 1994 nach Bali.
Nach der erneuten Rückkehr 1995 spielte Pfeuti vereinzelte Konzerte bei der Basel Sinfonietta, bevor er eine Anstellung als Oberstufen-Musiklehrer annahm und für drei Jahre zu unterrichten begann. 1999 folgten zwei Engagements in St. Petersburg, zunächst beim Orchester der Staatlichen Universität, danach als Bordmusiker bei einer Schifffahrtsgesellschaft. Wieder in Basel wurde Pfeuti Physik-Assistent am Gymnasium am Münsterplatz und traf dort auf Chester Gill, der die schuleigene Jazzband leitete; nach dessen Tod übernahm er 2003 die Leitung. Seit 2013 war er zudem als ordentlicher Gymnasial-Musiklehrer angestellt.
Pfeuti spielte im Laufe seiner Karriere mit unzähligen Grössen der Schweizer Jazzszene. Zur Gedenkfeier von Chester Gill spielte er mit Sam Burckhardt und Nubya; im Sommer 2003 tourte er mit Stiller Has durch die Schweiz. In jüngerer Zeit spielte Pfeuti im Quartett von Christian Zehnder, mit dem es auch zu Aufnahmen kam (Schmelz) sowie im Kraah-Trio und begleitete im Rahmen des Kollektivs Bern ist überall Lesungen von Guy Krneta und Pedro Lenz. Er ist auch auf zwei Alben des Trios A.D.N. und auf dem Album Im Kairo von Bern ist überall sowie The Story over the Draw to the Music / Live in Istanbul des City/6/tett zu hören.
Pfeuti verstarb nach kurzer Krankheit am 19. Juli 2022 im Alter von 62 Jahren.